# 弁論術 (アリストテレス)
『弁論術』（べんろんじゅつ、古希: Τέχνη Ῥητορική、古代ギリシア語ラテン翻字: Tékhnē Rhētorikḗ、羅: Ars Rhetorica、英: Art of Rhetoric）は、アリストテレスによって書かれた弁論術（レートリケー、レトリック）についての著作。
古代ギリシャの弁論術を理論的・体系的にまとめ上げた古典の傑作であり、キケロやクインティリアヌスなど、古代ローマにおける弁論術（修辞学）の代表人物らによっても言及されている。
アリストテレスの著作では、『詩学』と共に、制作学（創作学）に分類される著作であり、ベッカー版では、『詩学』（や『アレクサンドロスに贈る弁論術』）と共に最後尾にまとめられている。
ルネサンス期の人文主義者や、19世紀の文献学者によって翻訳・編纂が行われてきたが、20世紀に入り、哲学者や政治学者によって注目されるようになった。

## 予備知識

### レトリック（レートリケー）の意味
レトリック（レートリケー）は、現代日本においては「修辞学」と訳され、単に言葉を飾り立てるだけの技術ばかりが注目されがちだが、アテナイをはじめとする古代ギリシャにおける元々の意味は、議会、法廷、公衆の面前などにおいて、聴衆を魅了・説得する、あるいは押し切るための、実践的な「雄弁術」「弁論術」「説得術」であり、アリストテレスがこの書で論じているのも、まさにその意味でのレトリック（レートリケー）である。
なお、このレートリケー（弁論術）は、元々はシケリアの法廷弁論として発達したものであり、その創始者・大成者は、コラクス及びその弟子のテイシアスとされる。

### 弁証術（ディアレクティケー）と弁論術（レートリケー）
アリストテレスの師であるプラトンが、弁論術（レートリケー）に対して批判的な見解を持っていたことはよく知られており、それは彼の著作である『ゴルギアス』や『パイドロス』等で、明確に述べられている。
『ゴルギアス』において、プラトンは、弁論術（レートリケー）は本来「人々の魂（知見）を善くする（ことで国家・社会全体を善くする）」ことを目的としているべき「政治術」の一部門である「司法・裁判の術」に寄生しているものであり、対象に対する知識・技術を持ち合わせないまま、人々の短絡的な「快」につけ込んで無知な人々を釣り、真実や魂を善くすることから彼らを遠ざけ、その目を覆い隠してしまうだけのものであり、ただの「熟練の業」に過ぎず、醜く劣悪なもので、技術（テクネー）と呼べるようなものではなく、「化粧法」「料理法」「ソフィストの術（詭弁術/論争術）」と並んで「迎合 (追従/へつらい)」（コラケイア）と呼ぶべきものだとして批判している。
また、『パイドロス』においても、プラトンは、弁論術（レートリケー）が、対象についての真実を知らないまま、相手の魂を事物の真相から逸らして誘導していくことを目的とし、相手がどう考えるかばかりを追求していくだけの、「言論（ロゴス）の技術（テクネー）」と呼ぶに値しないものであると批判する。一方、それとは対照的に、定義・綜合・分析（分割）を備え、雑多な情報から対象のただ1つの本質的な相を導き出していける弁証術（弁証法、問答法、ディアレクティケー）こそが、真に「言論（ロゴス）の技術（テクネー）」と呼ぶに値するものであると述べている。彼が対話篇で描く「弁論家・ソフィストたちを論破するソクラテス」というモチーフは、全てその「小手先の弁論術（レートリケー）に対する弁証術（ディアレクティケー）の優位」を表現するためのものである。
さらに、プラトンは、その弁証術（ディアレクティケー）を通じた真実の把握は、「並々ならぬ労苦」を伴うものであり、それがたかだか人間を説得するという「矮小な目的」の下になされるべきではなく、「神々の御心にかなうように」、すなわち「純粋に真実を恋い慕い、より善い魂を成就する」という「大きな目的」の下になされるべきであると説き、弁論術（レートリケー）という営みそのものを拒絶・破棄している。これが彼の考えた「哲学者」（愛知者、ピロソポス）像である。
（ただし、「次善の国制」を模索する現実主義的な性格が強まる後期の作品である『政治家』においては、プラトンは「真の政治家（王者）の統治」に協力して、「正義を実行」するように「国民を説得・指導」する限りにおいて、という条件付きで、「弁論術」を、「戦争術」「裁判術」と並ぶ国家運営上の重要技術として認定し、言及している。）
それに対して、アリストテレスは、プラトンのように「弁論術（レートリケー）そのものを拒絶・破棄する」ところまではいかず、弁論術（レートリケー）を弁証術（ディアレクティケー）と相通ずる技術（テクネー）として認めている。ただし、基本的な構えとしては、上記のプラトンの考えを継承しており、従来の印象操作的・扇情的な部分ばかりが強調されてきた指南書を批判しつつ、それらとは一線を画し、説得推論（省略三段論法、エンテュメーマ）を技術の中心に据え、バランスがとれた形で弁論術（レートリケー）に関わる全体像を描き出し、秩序立てようと努めている。
このようにアリストテレスが弁論術に関して、師プラトンとは異なる姿勢を採ることになった大きな原因・背景として、プラトンとライバル関係にあったイソクラテスの影響が、古代から指摘されている。

## 構成
全3巻から成る。
- 第1巻 - 全15章
  - 第1章 - 序論 （従来の弁論術批判、技術としての弁論術）
  - 第2章 - 弁論術の定義（弁証術との差異）
  - 第3章 - 弁論術の種類（「将来の事柄についての奨励・慰留」としての「審議的(助言的)議会弁論」、「過去の事柄についての告訴・弁明」としての「法廷弁論」、「現在の事柄についての賞賛・非難」としての「演説的(演示的)弁論」の3種類）
  - 第4章 - 議会(助言)弁論（総論）
  - 第5章 - 議会(助言)弁論に関する論点1 - 幸福
  - 第6章 - 議会(助言)弁論に関する論点2 - 善いもの
  - 第7章 - 議会(助言)弁論に関する論点3 - より大いなる善・利益
  - 第8章 - 議会(助言)弁論に関する論点4 - 国制
  - 第9章 - 演説的弁論
  - 第10章 - 法廷弁論（総論）
  - 第11章 - 法廷弁論に関する論点1 - 快楽
  - 第12章 - 法廷弁論に関する論点2 - 不正を成す者と被る者
  - 第13章 - 法廷弁論に関する論点3 - 不正行為の分類
  - 第14章 - 法廷弁論に関する論点4 - より大きな不正行為
  - 第15章 - 法廷弁論に関する論点5 - 弁論術に本来属さない説得

- 第2巻 - 全26章
  - 第1章 - 感情による説得（総論） - 聞き手の心への働きかけ
  - 第2章 - 感情による説得に関する論点1 - 怒り
  - 第3章 - 感情による説得に関する論点2 - 温和
  - 第4章 - 感情による説得に関する論点3 - 友愛と憎しみ
  - 第5章 - 感情による説得に関する論点4 - 恐れと大胆さ
  - 第6章 - 感情による説得に関する論点5 - 恥と無恥
  - 第7章 - 感情による説得に関する論点6 - 親切と不親切
  - 第8章 - 感情による説得に関する論点7 - 哀れみ
  - 第9章 - 感情による説得に関する論点8 - 義憤
  - 第10章 - 感情による説得に関する論点9 - 妬み
  - 第11章 - 感情による説得に関する論点10 - 競争心
---
  - 第12章 - 人柄による説得1 - 年齢による性格1 - 青年
  - 第13章 - 人柄による説得2 - 年齢による性格2 - 老年
  - 第14章 - 人柄による説得3 - 年齢による性格3 - 壮年
  - 第15章 - 人柄による説得4 - 運による性格1 - 家柄の良さ
  - 第16章 - 人柄による説得5 - 運による性格2 - 富
  - 第17章 - 人柄による説得6 - 運による性格3 - 権力と幸運
---
  - 第18章 - 言論による説得1 - 共通の論点1
  - 第19章 - 言論による説得2 - 共通の論点2 - 各論
  - 第20章 - 言論による説得3 - 共通の説得手段1 - 例証
  - 第21章 - 言論による説得4 - 共通の説得手段2 - 格言
  - 第22章 - 言論による説得5 - 共通の説得手段3 - 説得推論
  - 第23章 - 言論による説得6 - 説得推論の論点
  - 第24章 - 言論による説得7 - 見せかけの説得推論
  - 第25章 - 言論による説得8 - 説得推論の反駁
  - 第26章 - 言論による説得9 - 説得推論の注意事項

- 第3巻 - 全19章
  - 第1章 - 表現方法1 - 演技的要素、表現方法の歴史
  - 第2章 - 表現方法2 - 表現の優秀性
  - 第3章 - 表現方法3 - 生彩の無い表現
  - 第4章 - 表現方法4 - 譬え
  - 第5章 - 表現方法5 - 表現の良さ
  - 第6章 - 表現方法6 - 表現の重厚さ
  - 第7章 - 表現方法7 - 表現の適切さ
  - 第8章 - 表現方法8 - リズム
  - 第9章 - 表現方法9 - 文体表現の構成
  - 第10章 - 表現方法10 - 洗練された表現
  - 第11章 - 表現方法11 - 生き生きとした表現と、味のある表現
  - 第12章 - 表現方法12 - 表現方法の種類
---
  - 第13章 - 弁論の構成1 - 言論の部分
  - 第14章 - 弁論の構成2 - 序論
  - 第15章 - 弁論の構成3 - 抽象
  - 第16章 - 弁論の構成4 - 陳述
  - 第17章 - 弁論の構成5 - 説得（証拠立て）
  - 第18章 - 弁論の構成6 - 質問・答え、冗談
  - 第19章 - 弁論の構成7 - 結びについて

## 要点

### 巻別
本書は三巻から成り、各巻の内容は以下の通りとなっている。
- 第1巻 - 弁論術についての概論、三種の弁論それぞれについての論点の整理。
- 第2巻 - 感情（pathos）、人柄（ēthos）、言論（logos）/説得推論それぞれの観点からの考察。
- 第3巻 - リズム、文体、構成など表現方法。

### 三種の弁論
アリストテレスは、弁論を以下の3種類に分類し、それぞれの相違点や共通点を述べている。
- 議会(助言的/審議的)弁論（英: legislative/deliberative oratory） - 「将来の事柄」について、何事かを奨励・慰留させる弁論。
- 演説(演示)的弁論（英: epideictic oratory） - 「現在の事柄」について、人を賞賛・非難する弁論。
- 法廷弁論（英: forensic oratory） - 「過去の事柄」について、告訴・弁明する弁論。

### 三種の説得手段
本書では、説得のあり方について、以下の3つの側面から考察されている。
- ロゴス（λόγος, logos、言論） - 理屈による説得。
- パトス（πάθος, pathos、感情）- 聞き手の感情への訴えかけによる説得。
- エートス（ἦθος, ēthos、人柄）- 話し手の人柄による説得。

上記した通り、アリストテレスはこの3つの内、言論（logos）を技術の中心に据え、秩序立てようと努めているが、残りの感情（pathos）と人柄（ēthos）という2要素も、他者を説得する上では決して無視できない要素であるとして、同程度の文量を割いて考察している。
（なお、この分類は、プラトンの魂の三分説における「理知 (logos)」「欲望 (epithymia)」「気概 (thymos)」に概ね対応している。また、近代社会学の父であるマックス・ヴェーバーによって提示された社会支配の三形態、「合法的支配」「伝統的支配」「カリスマ的支配」とも重なる。）

### 弁証術と弁論術の違い
本書における弁証術（ディアレクティケー）と弁論術（レートリケー）の関係性/差異は、
- 「弁証術（ディアレクティケー）による「証明」は、「帰納」か「推論 (演繹/三段論法)」によって行われる」

のに対して、それらに類比的（アナロジカル）に対応する形で、
- 「弁論術（レートリケー）による「見せかけの証明」は、「例証」か「説得推論 (省略三段論法)」によって行われる」

と表現できる。すなわち、「帰納」に対して「例証」が、「推論 (演繹/三段論法)」に対して「説得推論 (省略三段論法)」が、それぞれ対応関係を形作ることになる。

## 日本語訳
- 『世界古典文学全集16 アリストテレス　弁論術』 池田美恵訳、筑摩書房 1966年
- 『アリストテレス全集16 弁論術　アレクサンドロスに贈る弁論術』 山本光雄訳、岩波書店 1968年。後者は斎藤忍随・岩田靖夫訳
- 『アリストテレス 弁論術』 戸塚七郎訳、岩波文庫 1992年
- 『新版 アリストテレス全集18 弁論術　アレクサンドロス宛の弁論術　詩学』 堀尾耕一、野津悌、朴一功訳、岩波書店 2017年
- 『アリストテレス 弁論術』相澤康隆訳、光文社古典新訳文庫 2025年3月